# De modekoningin
De modekoningin is het 185ste stripverhaal van Jommeke. De reeks wordt getekend door striptekenaar Jef Nys. Scenarist is Jan Ruysbergh.

## Verhaal
Mic Mac Jampudding vertelt Jommeke dat Arabella plots is weggelopen. Ze is nergens meer te vinden. Enige tijd later zien ze een foto van Arabella in een tijdschrift, ze is topmodel geworden. Jommeke, Filiberke, de Miekes en Mic Mac Jampudding gaan op zoek naar Arabella. Eens gevonden krijgen de vrienden te horen dat ze niet terug naar Schotland wil, ze is nu immers een modekoningin geworden. Een ander fotomodel is erg jaloers en ontvoert samen met een handlanger Arabella. Uiteindelijk vinden Jommeke en zijn vrienden Arabella, maar ze worden snel overmeesterd en opgesloten. Annemieke wordt meegenomen als gijzelaar. Gelukkig weten Jommeke en zijn vrienden de deur open te krijgen en ze zetten direct de achtervolging in. Intussen worden Arabella en Annemieke mee op de Eiffeltoren genomen om ze daar uit de weg te ruimen. Dan springen Arabella en Annemieke van de Eiffeltoren, van een hoogte van 276,13 meter, naar beneden. Jommeke en zijn vrienden komen te laat, maar gelukkig heeft Arabella haar grote paraplu bij zich, die kunnen ze net op tijd gebruiken als valscherm. De boosdoeners worden opgesloten. Tot slot keert Arabella terug naar Schotland en alles loopt goed af.

## Achtergronden bij het verhaal
- Dit verhaal speelt zich af in Parijs, waaronder ook de Eiffeltoren een belangrijke rol speelt in het verhaal.
- In dit verhaal wordt voor het eerst reclame gemaakt, via een affiche, voor "De Jommekeskrant".